# Щедрухин, Владимир Павлович
Влади́мир Па́влович Щедру́хин (5 марта 1950, Верхнеусинское, Красноярский край — 3 декабря 2009, Минусинск, Красноярский край) — советский и российский дзюдоист, заслуженный тренер РСФСР по дзюдо (1986), мастер спорта (1973), основатель школы дзюдо в Минусинске, старший тренер Сибирского федерального округа.

## Биография
В 1973 году окончил Красноярский институт цветных металлов. Был призёром ЦС ДФСО «Буревестник» по самбо.
С 1976 года начал тренерскую карьеру, став основателем школы дзюдо в Минусинске. Среди его учеников — Сергей Космынин (первый в Красноярском крае заслуженный мастер спорта по дзюдо, лучший дзюдоист Европы 1994 года, участник Олимпийских игр 1992 года в Барселоне); Евгений Карпухин (мастер спорта международного класса, чемпион России, бронзовый призер Кубка мира); Мария Щедрухина (мастер спорта международного класса, победительница и серебряный призер первенств Европы); Екатерина Шереметова (мастер спорта международного класса, победитель этапа Кубка мира, неоднократный призер первенств России и международных соревнований).
За время тренерской карьеры им подготовлены — один заслуженный мастер спорта, три мастера спорта международного класса, 38 мастеров спорта, более 300 кандидатов в мастера спорта, более тысячи спортсменов-разрядников.
Скончался 3 декабря 2009 года в Минусинске. По инициативе президента Сибирской Федерации дзюдо Игоря Иннокентьевича Абанина, на могиле В. П. Щедрухина в Минусинске установлена каменная скульптура, которую выполнил скульптор из Красноярска Май-оол Монгуш.

## Память
- Имя В. П. Щедрухина носит одна из улиц и ДЮСШ (присвоен статус школы олимпийского резерва) в Минусинске[5][6].
- В 2010 году Всероссийскому турниру по дзюдо среди мужчин присвоено имя В. П. Щедрухина[7][8].
- В столице Республики Хакасия Абакане именем Щедрухина назван специализированный зал борьбы.
- В 2010 году в Красноярске был создан Благотворительный фонд имени В.П.Щедрухина.
- В информационно-издательском агентстве «Надежда и Мы» была подготовлена книга очерков-воспоминаний о В. П. Щедрухине «Тренер. Полет щедрой души», вышедшая в 2012 году[9].